# Pagellus acarne
El aligote o besugo blanco (Pagellus acarne) es una especie de pez perciforme de la familia Sparidae.

## Distribución y hábitat
Atlántico tropical, raro al norte del golfo de Vizcaya, común en el Mediterráneo.

## Descripción
Su coloración es rosada, con una pequeña mancha negra distintiva en la inserción de las aletas pectorales. El hocico es achatado y el interior de la cavidad bucal anaranjado o dorado. Llega a medir hasta los 35 cm de longitud.

## Relación con el hombre
De gran interés comercial, aunque menos cotizado que el besugo.